# Classe Léon Gambetta
La classe Léon Gambetta est une classe de trois croiseurs cuirassés construits pour la Marine française au début du XXe siècle. Ils participent tous à la Première Guerre mondiale ; le Léon Gambetta est coulé en 1915, et les deux autres unités, les Jules Ferry et Victor Hugo, seront démolis, respectivement, en 1927 et 1930.

## Conception

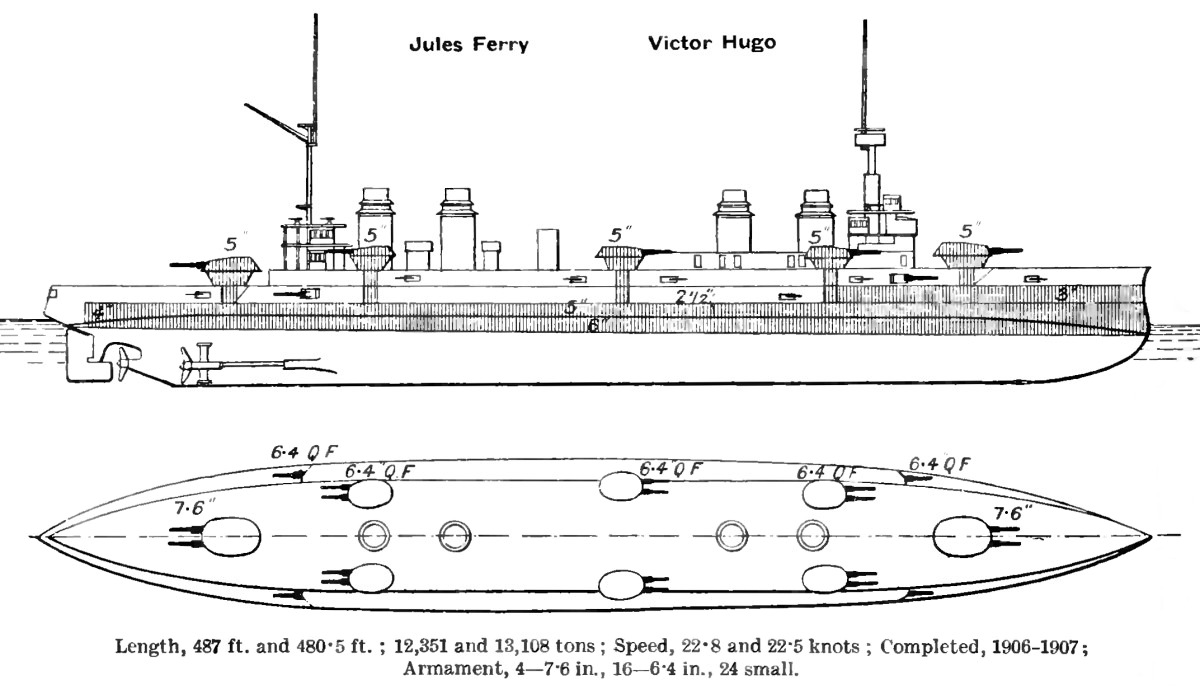
Diagramme de la classe Léon Gambetta

## Unités
| Nom           | Lancement | Service effectif | Fin de carrière        | Photo |
| ------------- | --------- | ---------------- | ---------------------- | ----- |
| Léon Gambetta | 1902      | juillet 1905     | coulé le 27 avril 1915 |       |
| Jules Ferry   | 1903      | septembre 1907   | retiré en 1927         |       |
| Victor Hugo   | 1904      | 1907             | retiré en 1930         |       |